# Joachim Wtewael

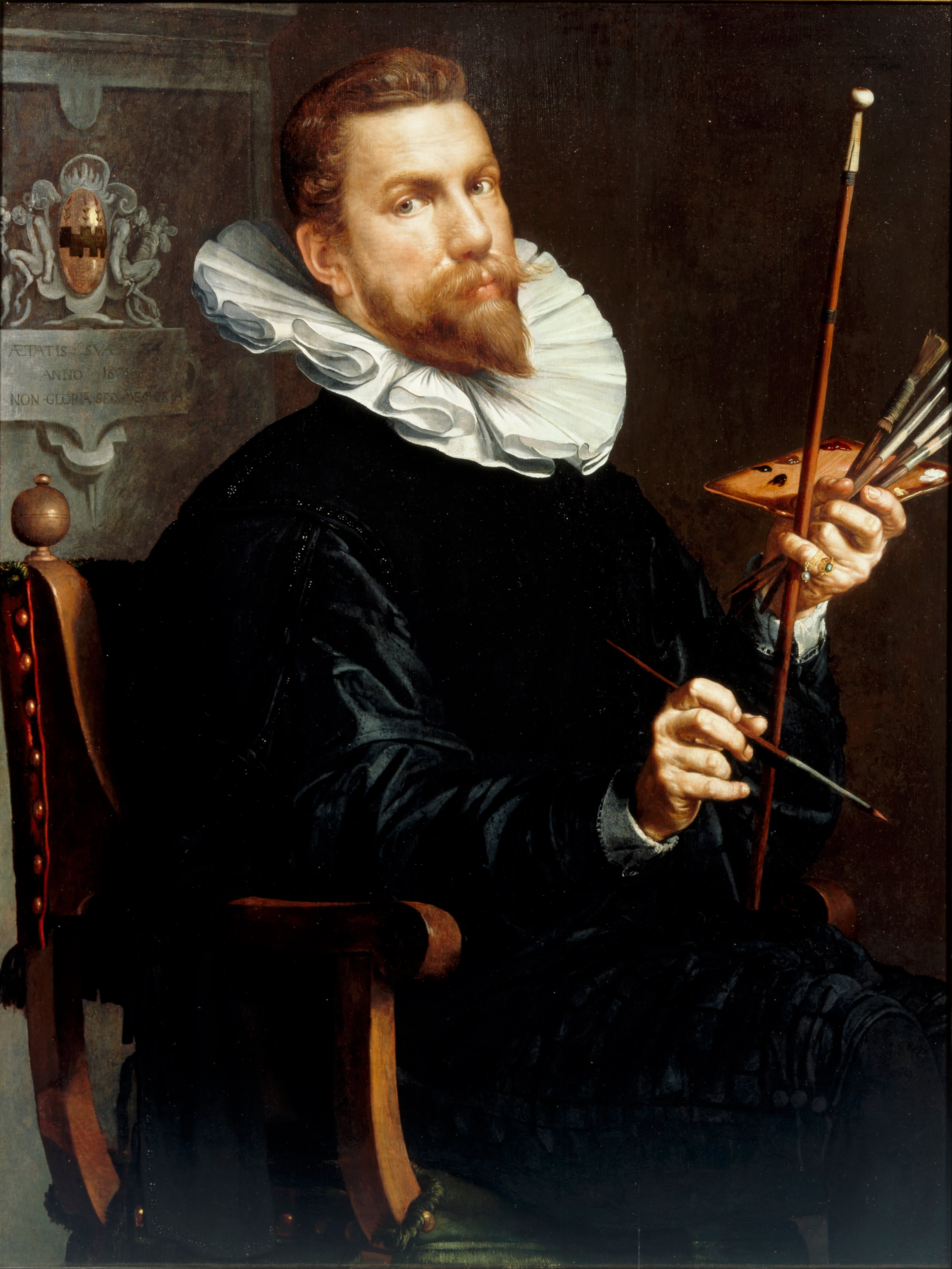
Joachim Wtewael, en un Autorretrato de 1601 (Centraal Museum, Utrecht).

Joachim Anthonisz. Wtewael (Utrecht, h. 1566 - Utrecht, 1 de agosto de 1638) fue un pintor neerlandés del manierismo que en su madurez se aproximó tímidamente hacia el naturalismo bajo influencia de Caravaggio.

## Vida y obra
Hijo de un artesano de vidrios pintados, nace hacia 1566 en Utrecht, localidad de la actual Holanda que entonces se englobaba en los Países Bajos tutelados por la Corona de España. Por esta razón, se incluye a Wtewael por igual en la Escuela Flamenca del siglo XVI y en la Escuela Holandesa de principios del XVII.
Se formó bajo la corriente del manierismo dominante en la época, del que Hendrick Goltzius era uno de sus principales valedores. Este estilo, de origen italiano, era mayormente conocido en los Países Bajos mediante fuentes indirectas, como grabados procedentes de Italia y obras de Bartholomeus Spranger, que trabajaba en Praga. Ello ayuda a explicar que resultase estéticamente extraño y de calidad desigual, comparado con el manierismo italiano genuino.
Hacia 1586, Wtewael viajó a Italia, y en Venecia hubo de conocer la obra de Tintoretto; unos dos años después pasó a Francia y consta que retornó a su tierra en 1592. 
La producción del artista, en estos momentos, es de un manierismo muy marcado: figuras alargadas al estilo de Parmigianino y Tintoretto, con cabezas menudas y manos de dedos largos en gestos amanerados. El colorido es antinatural, subjetivo y caprichoso, muy variado en tonos, y se aplica con pinceladas metódicas buscando un acabado esmaltado. Wtewael se especializó en pequeños formatos para la nobleza y el coleccionismo, dejando un tanto de lado los grandes formatos para iglesias.
Ejemplos de ello son La Sagrada Familia con ángeles y santos del Museo Thyssen-Bornemisza (h. 1606-10) y Andrómeda y Perseo del Louvre (1611). En 1606 se publicó una serie de trece grabados, Thronum Iustitiae, diseñados por Wtewael y realizados por Willem Isaacsz. van Swanenburg.
En cierta manera como Abraham Bloemaert, aunque en un menor grado, en su etapa madura Wtewael se mantuvo atento al naturalismo tenebrista. Se alejó un tanto del manierismo radical y, gracias a algunos artistas jóvenes que seguían a Caravaggio, se acercó al nuevo tenebrismo. Manteniendo su gusto por el buen acabado y las escenas elaboradas, introdujo tipos físicos más rústicos y un colorido algo más natural. Ejemplo de ello es La adoración de los pastores del Museo del Prado (1625), creída antiguamente de Rembrandt. Otra versión del mismo tema, tratada de forma algo diferente y considerada anterior, ha sido recientemente adquirida por el Museo Legion of Honor de San Francisco (California), y otra versión más, fechada en 1615, fue subastada por Sotheby's en Nueva York en enero de 2021 (procedente de la colección de Hester Diamond).

## Galería de obras

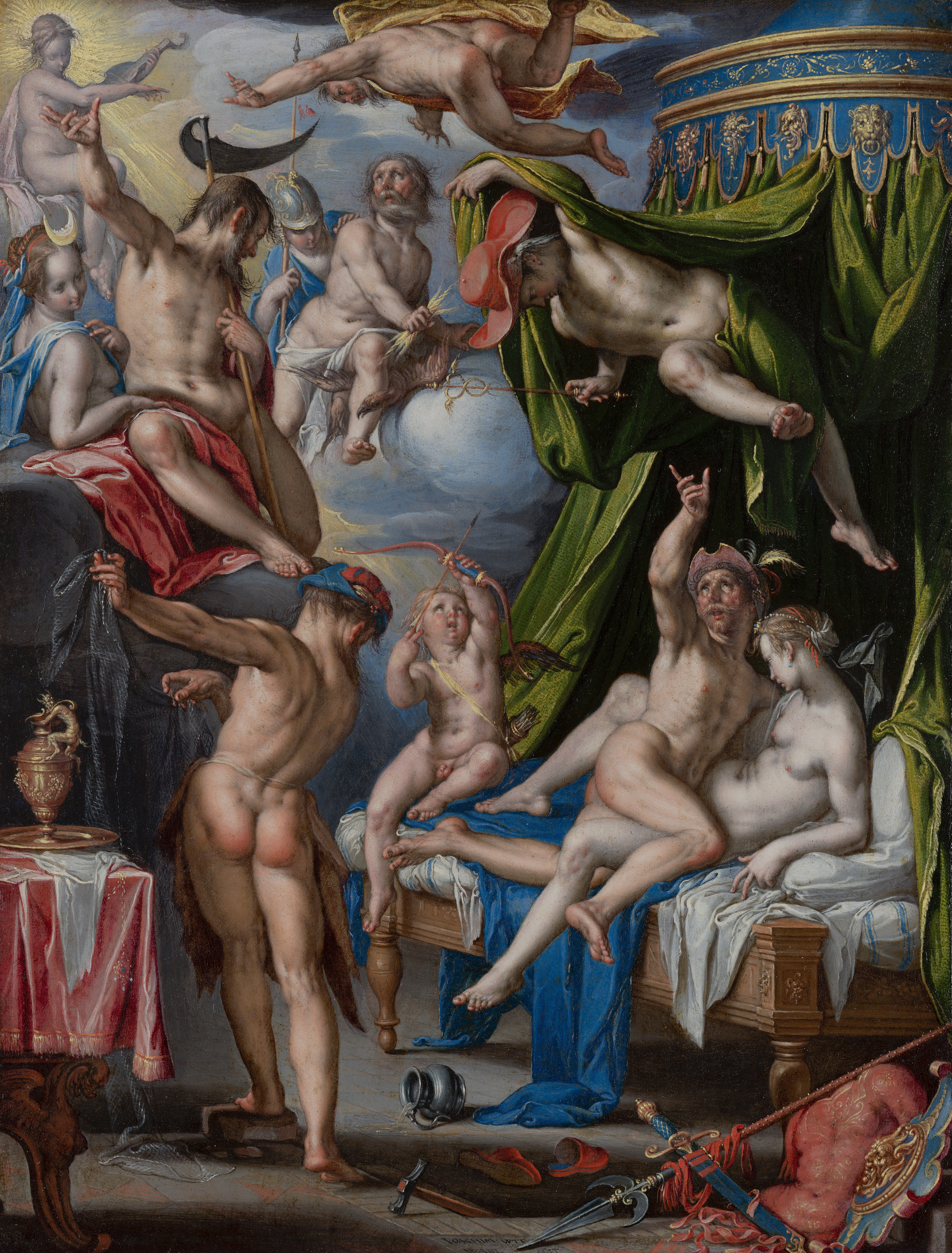
Venus y Marte sorprendidos por Vulcano (Mauritshuis de La Haya).
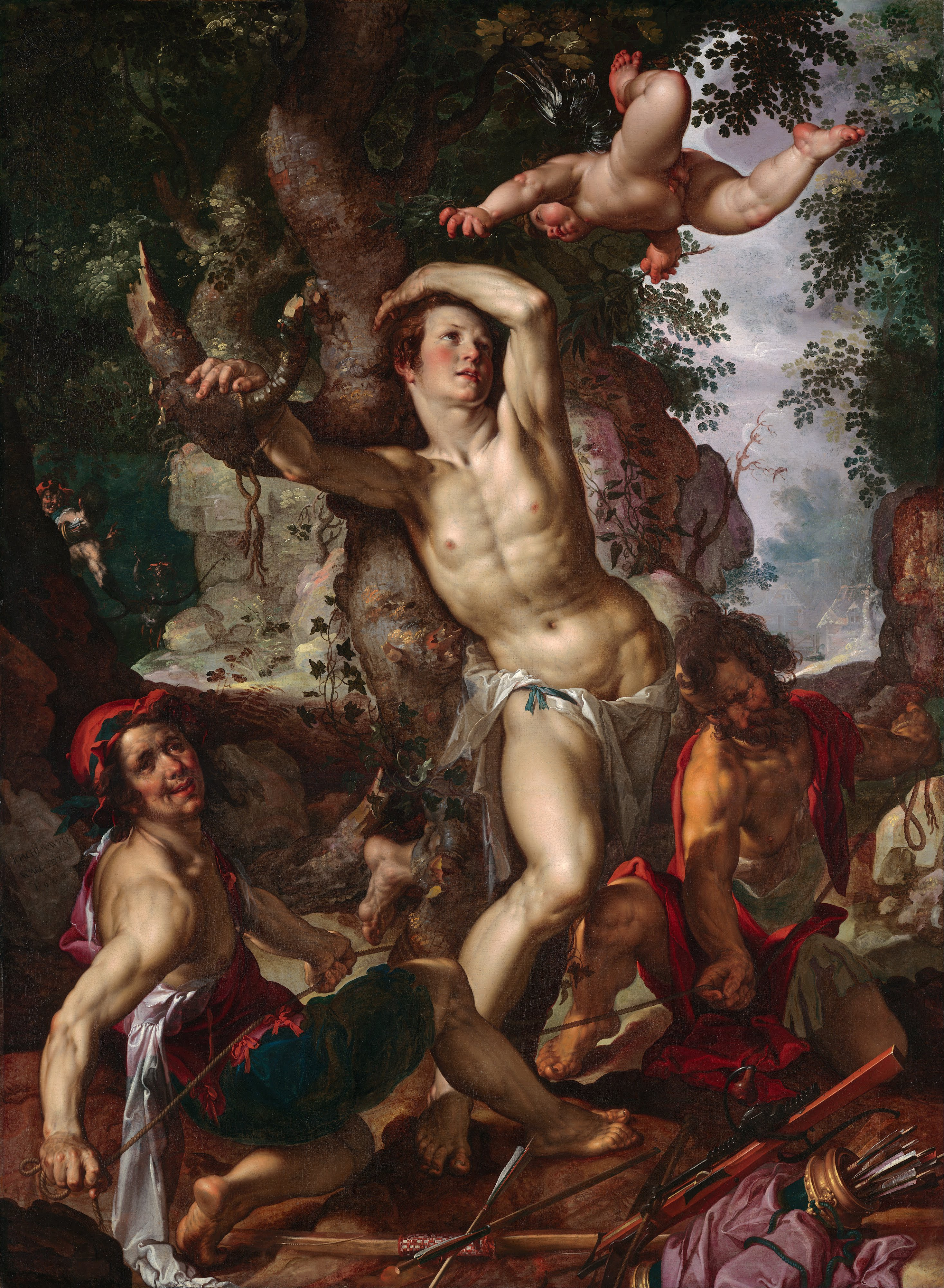
Martirio de san Sebastián, 1600 (Museo Nelson-Atkins de Kansas City).
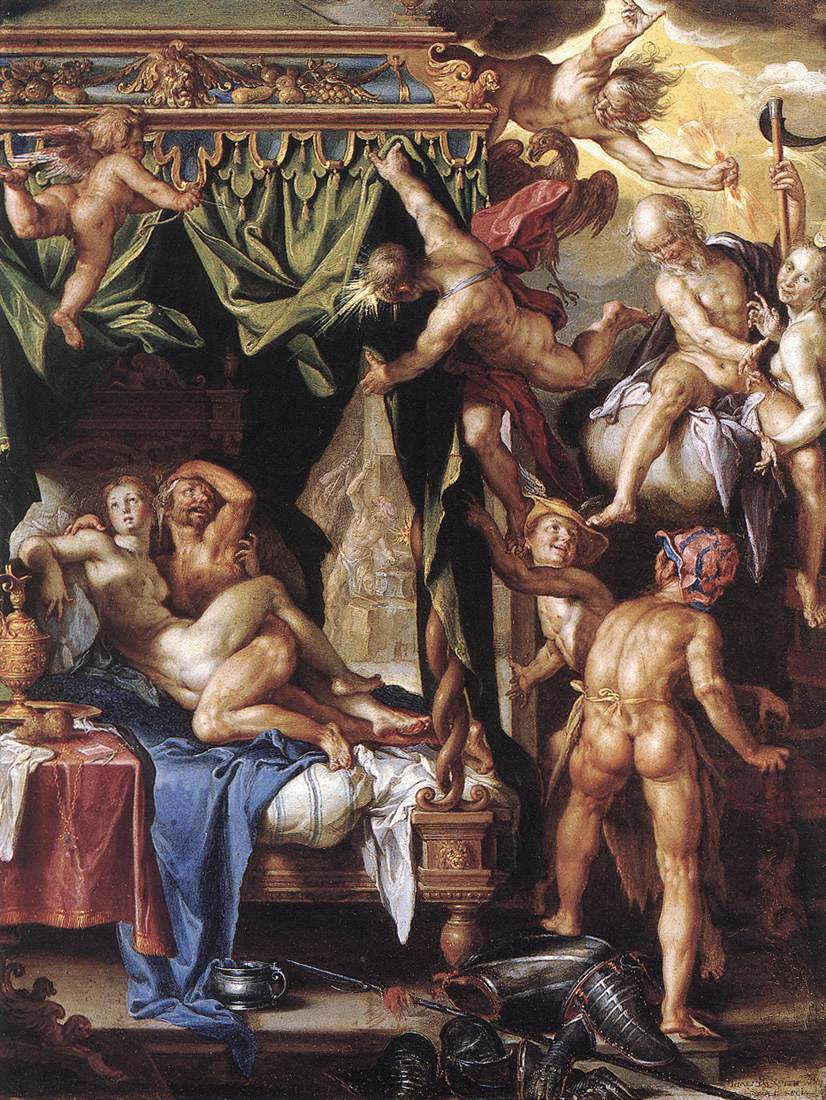
Venus y Marte descubiertos por los dioses, 1604 (Getty Center de Los Ángeles).
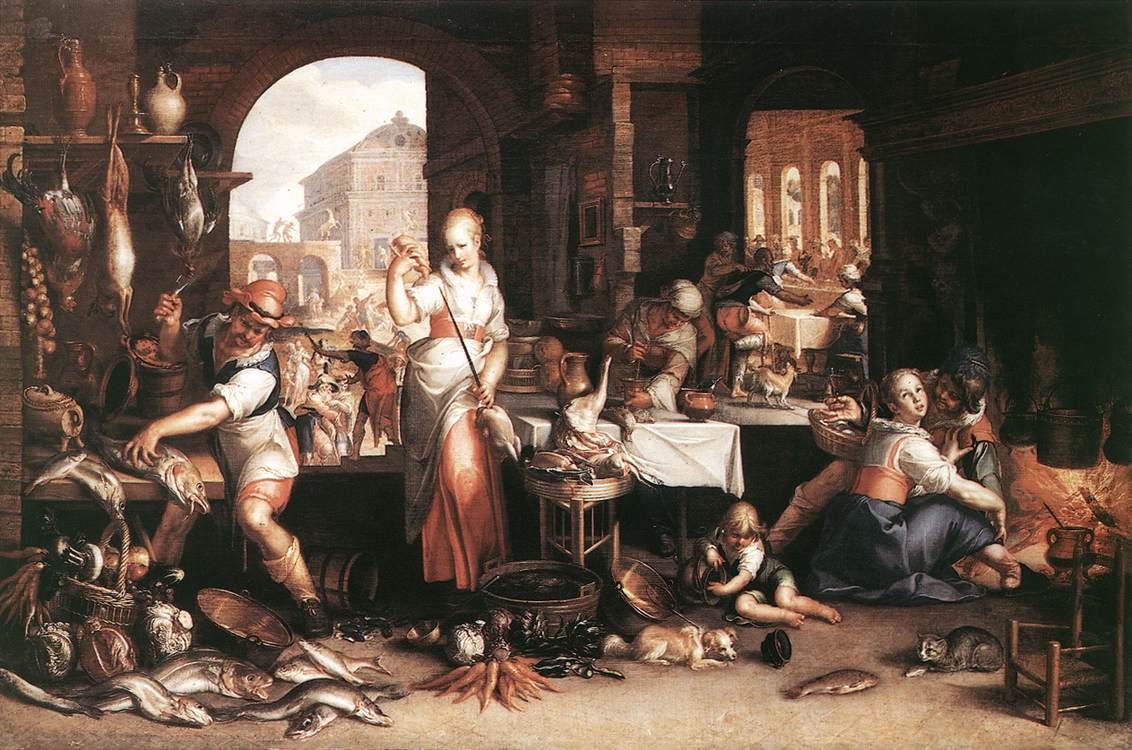
Escena de cocina, 1604 (Staatliche Museen de Berlín).
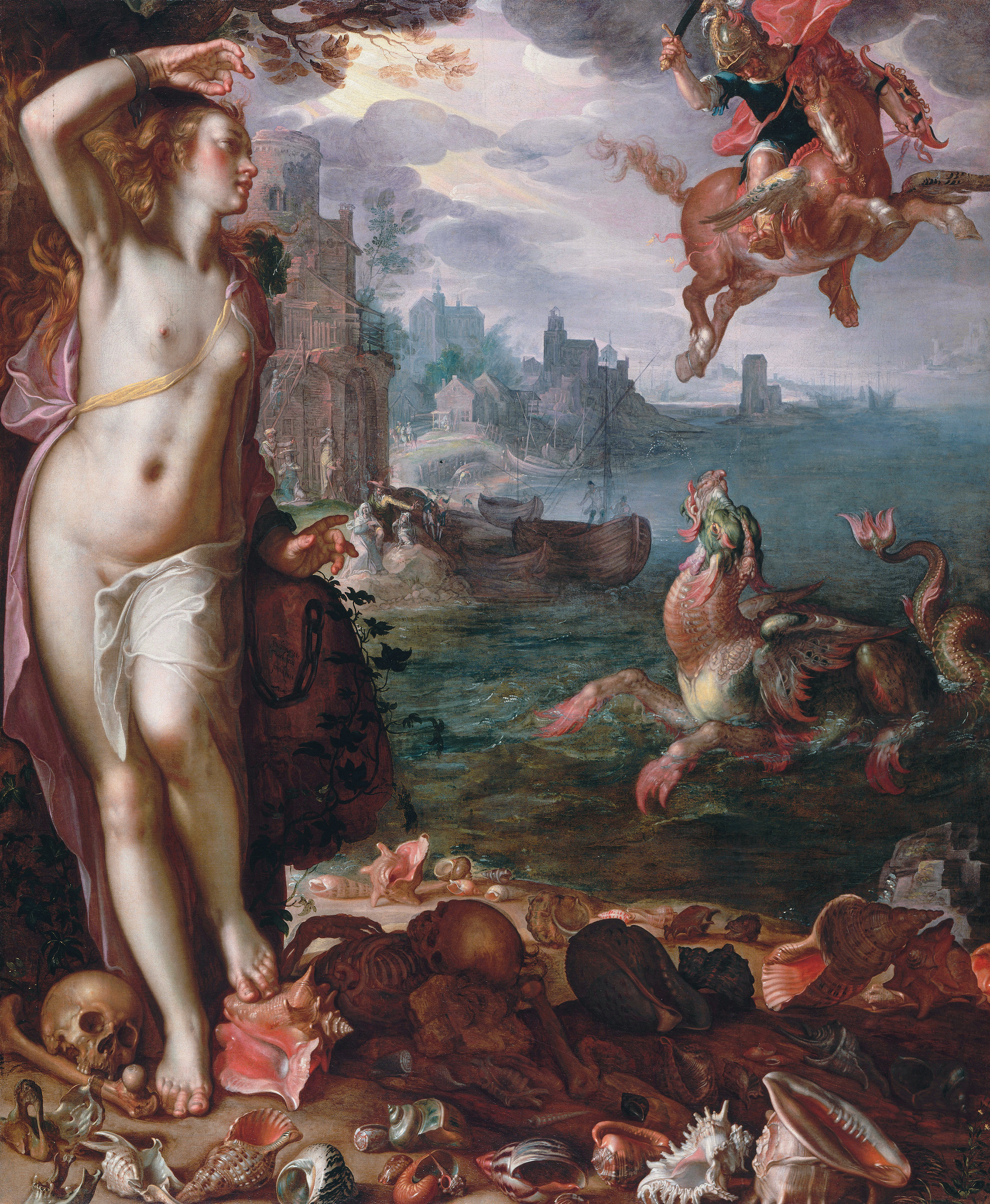
Andrómeda liberada por Perseo, 1611 (Louvre de París).
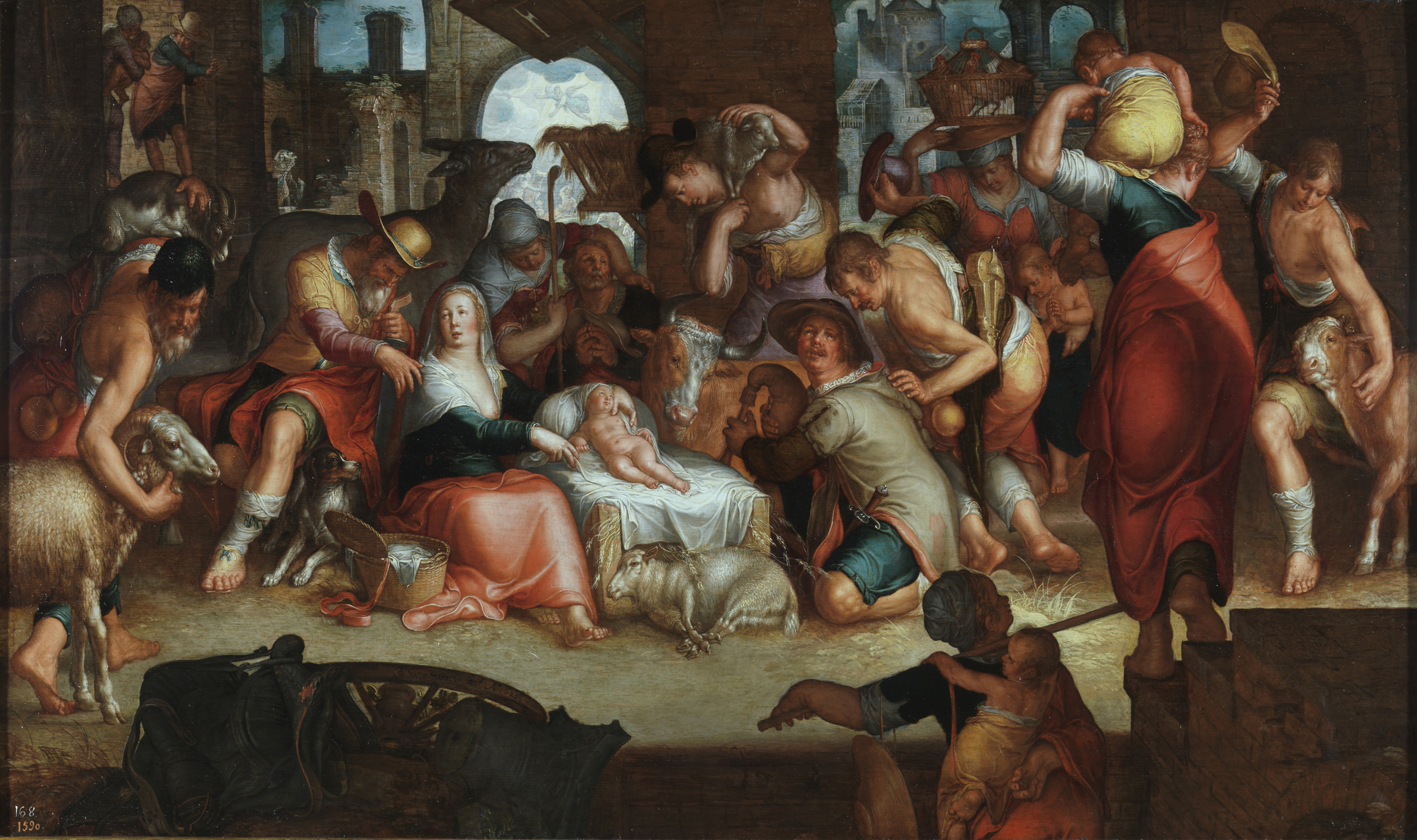
La Adoración de los pastores, 1625 (Museo del Prado de Madrid).